# 大船渡市立博物館
大船渡市立博物館（おおふなとしりつはくぶつかん）は、岩手県大船渡市にある総合博物館。1955年に「大船渡市立科学博物館」として創立し、1963年に「大船渡市立博物館」に改称されて一般公開を開始。大船渡市・陸前高田市・住田町の自然・文化に関する資料や情報などの収集保管・調査研究・展示普及などを行っている。また、東日本大震災（2011年）をはじめ、明治三陸地震（1896年）、昭和三陸地震（1933年）、チリ地震（1960年）の津波の写真・記録を展示している。博物館法の登録博物館である。

## 常設展示
常設展示のテーマは「大船渡 その海と大地」である。
シアター
常設展示案内映像のほか、東日本大震災の津波映像も上映している。
地質展示室
テーマは「大船渡 大地を育んだ海」。次の5つのコーナーがある。
- 「地球の誕生から今へ」
- 「足もとの4億2000万年」
- 「石灰岩の生いたち」
- 「せりあがる海底」
- 「恵まれた自然」

考古・民俗展示室
テーマは「海に幸を求めて 海をめざした10,000年」。次の11のコーナーがある。
- 「大自然に生きる －縄文時代の気仙地方－」
- 「貝塚は語る」
- 「大洞文化」
- 「三陸海岸の磯舟」
- 「磯どり見突き漁」
- 「網漁」
- 「釣漁」
- 「海をあがめる」
- 「荒れ狂う海・津波」
- 「語りつがれる海」
- 「海と造形」

たいけんコーナー
子ども向けのコーナー。4つのコーナーがある。

## アクセス
- JR大船渡線BRT・三陸鉄道リアス線盛駅より岩手県交通碁石線で、「碁石海岸」終点下車。徒歩1分。
  - JR大船渡線BRT細浦駅前からも乗車可能。
- 大船渡碁石海岸ICより車で10分。[8]